# Jörn Kreke
Jörn Kreke (* 5. Mai 1940 in Köln; † 7. Februar 2024) war ein deutscher Unternehmer. 

## Leben
Kreke besuchte bis 1958 eine Highschool in den USA. Danach studierte er Marketing und Economics an der Michigan State University und wurde 1965 bei Fritz Neumark an der Johann Wolfgang Goethe-Universität Frankfurt am Main promoviert.
Bereits 1963 wurde er Assistent seines Vaters Herbert Eklöh in der Geschäftsleitung der Hussel Süßwarenfilialbetrieb AG. 1969 übernahm er den Vorstandsvorsitz, den er 2001 an seinen Sohn Henning Kreke übergab. Danach wurde er Aufsichtsratsvorsitzender. Seit 2014 war er Ehrenvorsitzender des Aufsichtsrates der Douglas Holding AG. 
Weiterhin war er in folgenden Bereichen tätig: Aufsichtsratsvorsitzender von Capital Stage, Vorsitzender des Handelsausschusses im Deutschen Industrie- und Handelskammertag, Vizepräsident der Südwestfälischen Industrie- und Handelskammer zu Hagen, Vorsitzender der Gesellschaft der Freunde der FernUniversität Hagen und Förderer der Behindertenarbeit der Evangelischen Stiftung Volmarstein.

## Auszeichnungen
- 1999: Verdienstorden des Landes Nordrhein-Westfalen[2]
- 2000: Ehrendoktorwürde der Fernuniversität in Hagen
- 2003: Deutscher Handelspreis